# La Palma (Panama)
La Palma – miasto w Panamie, położone w południowo-wschodniej części kraju, nad zatoką San Miguel (część Zatoki Panamskiej). Jego nazwa oznacza dosłownie "miasto jednej ulicy". Jest to ośrodek administracyjny prowincji Darién oraz główny ośrodek handlu dla otaczającego go dużego, słabo zaludnionego terytorium.